# Али Ахмети
Али Ахмети (на албански: Ali Ahmeti; на македонска литературна норма: Али Ахмети) е етнически албанец и политически водач на Демократичния съюз за интеграция – партия, участваща в коалиционно правителство на Северна Македония.

## Биография
Ахмети е роден на 4 януари 1959 г. в село Заяс, Югославия. Учи в Прищина и е един от водачите на албанското студенстко движание. Преследван от властите, в 1986 година бяга в Швейцария, където получава политическо убежище.
Ахмети е сред основателите, заедно с вуйчо си Фазли Велиу, на бившата Армия за национално освобождение, която е в списъка на терористичните организации в САЩ до 2004 година. Става говорител на организацията. От юни 2001 година е добавен към списъка от хора на които е отказано правото да правят бизнес в САЩ, списък използван като средство за контрол на тероризма в САЩ.
След Охридското споразумение Ахмети основава Демократичния съюз за интеграция, който печели мнозинството от албанските гласове на изборите през септември 2002 година. Въпреки че за част от гражданите на Северна Македония Ахмети е терорист, той участва в коалиционното правителство на Северна Македония.
В 2006 година Ахмети призовава за бойкот на парламента, след като ВМРО-ДПМНЕ отказва да покани ДСИ за коалиционно управление.